# Laure Gardette
Pour les articles homonymes, voir Gardette.
Laure Gardette, née en 1969 à Lentigny (Loire) est une monteuse française.
Elle est notamment connue pour ses collaborations avec les cinéastes Maïwenn et François Ozon. En 2011, elle remporte avec Yann Dedet le César du meilleur montage pour le film Polisse. 
Elle a également monté le court-métrage My Last Minute de Leos Carax ainsi que celui du film Novembre de Cédric Jimenez.

## Filmographie sélective
- 2006 : My Last Minute de Leos Carax (court-métrage)
- 2006 : Pardonnez-moi de Maïwenn
- 2007 : Caramel de Nadine Labaki
- 2009 : Le Bal des actrices de Maïwenn
- 2009 : La Dame de trèfle de Jérôme Bonnell
- 2010 : Potiche de François Ozon
- 2011 : Polisse de Maïwenn (avec Yann Dedet)
- 2013 : Jeune et Jolie de François Ozon
- 2014 : Une nouvelle amie de François Ozon
- 2016 : Frantz de François Ozon
- 2017 : L'amant double de François Ozon
- 2018 : La Prière de Cédric Kahn
- 2019 : Grâce à Dieu de François Ozon
- 2020 : ADN de Maïwenn
- 2022 : Novembre de Cédric Jimenez
- 2023 : Mon crime de François Ozon
- 2023 : Jeanne du Barry de Maïwenn
- 2024 : Monsieur Aznavour de Grand Corps Malade et Mehdi Idir
- 2026 : Karma de Guillaume Canet

## Distinctions

### Récompense
- César 2012 : Meilleur montage pour Polisse avec Yann Dedet

### Nominations
- César 2020 : Meilleur montage pour Grâce à Dieu
- César 2021 : Meilleur montage pour Été 85[1]
- César 2023 : Meilleur montage pour Novembre